# سیمو لیو
سیمو لیو (انگلیسی: Simu Liu؛ زادهٔ ۱۹ آوریل ۱۹۸۹) بازیگر کانادایی زادهٔ چین است. او از سال ۲۰۱۲ میلادی تاکنون مشغول فعالیت بوده‌است و نامزد دریافت جایزهٔ اکترا و جایزهٔ هنرهای تصویری کانادا نیز شده‌است.
او در سال ۲۰۲۱ نقش شانگ-چی را در فیلم شانگ-چی و افسانه ده حلقه از دنیای سینمایی مارول به تصویر کشید. از دیگر فیلم‌هایی که در آن ایفای نقش کرده می‌توان به اطلس (۲۰۲۴) و جک‌پات! (۲۰۲۴) اشاره کرد.

## فیلم‌شناسی
فهرست برخی از فیلم‌هایی که سیمو لیو در آن‌ها به ایفای نقش پرداخته‌است:
- حاشیه اقیانوس آرام (۲۰۱۳)
- شانگ چی و افسانه ده حلقه(۲۰۲۱)
- زنان بازنده هستند(۲۰۲۱)
- یک عشق واقعی (۲۰۲۳)
- شبیه‌ساز (۲۰۲۳)
- باربی (۲۰۲۳)
- آرتور شاه (۲۰۲۴)
- اطلس (۲۰۲۴)
- جک‌پات! (۲۰۲۴)
- آخرین نفس (۲۰۲۵)